# Aetokremnos
Aetokremnos é uma formação rochosa perto de Limassol na costa meridional de Chipre, situada num penhasco íngreme a cerca de 40 m acima do nível médio do Mediterrâneo. O nome significa "Penhasco dos abutres" em grego (apesar de várias referências traduzirem erradamente para "Penhasco das águias"). Cerca de 40 m2 da sua superfície foram escavados. Das quatro camadas encontradas, a número 3 é estéril.
O sítio contém ossos da fauna anã típica do Holoceno Superior, incluindo de elefantes-pigmeus (Elephas cypriotes) e do hipopótamo-anão-do-chipre (Hippopotamus minor), bem como artefactos (cerca de 1000 peças de sílex, incluindo pequenos raspadores do tipo mesolítico). Não há ossos com marcas de manipulação, excepto uma pouco usual alta frequência de ossos queimados (cerca de 30%). 74 % dos ossos são de hipopótamos-pigmeus, seguindo-se de aves (25%), nomeadamente abetardas. Os elefantes-pigmeus são comparativamente raros (3 indivíduos). A presença de gamos (4 ossos) e um suíno (13 ossos) é intrigante, já que se pensa que estes animais teriam sido introduzidos na ilha apenas no período Neolítico pré-cerâmico B (PPNB).
De acordo com os escavadores, encontram-se vestígios de lareiras primitivas na camada correspondente à megafauna extinta. A confirmar-se, este facto tornaria Aetokremnos no mais antigo assentamento humano em Chipre, já no Epipaleolítico. 31 datações por radiocarbono de grande consistência interna datam os ossos de há cerca de 10 500 a.C., e pressupõem uma ocupação de curto termo.
Existem outros depósitos com ossos de elefantes-pigmeus e hipopótamos em Chipre, mas sem a presença de artefactos.